# R-Type Delta
 (mars 2020).
Si vous disposez d'ouvrages ou d'articles de référence ou si vous connaissez des sites web de qualité traitant du thème abordé ici, merci de compléter l'article en donnant les références utiles à sa vérifiabilité et en les liant à la section « Notes et références ».
R-Type Delta ou R-TYPE Δ est un jeu vidéo de type shoot 'em up en 3D développé par Irem, sorti sur PlayStation en 1998 au Japon, puis en 1999 aux États-Unis et en Europe.

## Système de jeu
Les monstres de l'empire Bydo veulent leur revanche contre la terre. Mais les terriens se sont équipés de nouvelles super-armes et vaisseaux :
- R-9A Delta
- prototype R-X Albatross
- R-13 Cerberus
- Pow Armor

## Rééditions
- 2007 - sur PlayStation Network.

## Postérité
En 2018, la rédaction du site Den of Geek mentionne le jeu en 57e position d'un top 60 des jeux PlayStation sous-estimés : « R-Type Delta est une des meilleures suites qu'Irem n'ait jamais réalisées au shoot 'em up d'origine de 1987. ».